# Philip Drinker
Philip Drinker (* 12. Dezember 1894 in Haverford, Pennsylvania; † 19. Oktober 1972 in Fitzwilliam, New Hampshire) war ein US-amerikanischer Erfinder. Er gilt als einer der Erfinder der Eisernen Lunge.
Philip Drinkers Eltern waren der Eisenbahningenieur und ab 1905 Präsident der Lehigh University Henry Sturgis Drinker und Aimee Ernesta „Etta“ Beaux. Der Vater entstammte einer Quäker-Familie aus Philadelphia und war in Hongkong geboren worden, die Mutter kam aus einer französischstämmigen Familie; Cecilia Beaux war eine ihrer Schwestern. Er hatte fünf Geschwister, darunter die Schriftstellerin Catherine Drinker Bowen. Sein Bruder Henry war mit der Musikwissenschaftlerin Sophie Drinker verheiratet. Sein Bruder Cecil Kent Drinker war Mitbegründer der Harvard Medical School.
Nach dem Besuch der St.-George’s-Schule in Rhode Island und eines Colleges an der Princeton University studierte Drinker 1917 Chemieingenieurwesen an der Lehigh University auf. Anfang der 1920er Jahre wurde er an die Harvard Medical School berufen.
Drinker entwickelte die Eiserne Lunge zusammen mit Louis Agassiz Shaw und James Wilson an der Harvard University. Drinker testete die Erfindung zunächst im Selbstversuch, bevor es zum ersten Einsatz einer eisernen Lunge am 12. Oktober 1928 am Children's Hospital in Boston kam. Ein an Polio erkranktes achtjähriges Mädchen, das bereits ins Koma gefallen war, konnte innerhalb weniger Minuten wiederbelebt werden. Erst nachdem das Gerät zum Patent angemeldet war, wurde es am 14. September 1929 der Öffentlichkeit vorgestellt.
Später verbesserte und vereinfachte der Techniker John Haven Emerson (1906–1997) Drinkers Erfindung. Zwischen Drinker und Emerson kam es zu einem Patentrechtsstreit, der zu Gunsten von Emerson entschieden wurde. Drinkers Patente wurden für nichtig erklärt.
1927 wurde Drinker in die American Academy of Arts and Sciences gewählt. Er war verheiratet, hatte einen Sohn und zwei Töchter, den Bioingenieur Philip A. Drinker, die Schriftstellerin Susan Drinker Moran, und die Erzieherin Eliza Scudder.
Experimente Drinkers halfen 1939 bei der Bergung der Squalus.
Drinker war beratendes Mitglied der United States Atomic Energy Commission, gehörte der United States Maritime Commission an und war Präsident der American Industrial Hygiene Association. Drinker war Herausgeber des Journal of Industrial Hygiene.

## Veröffentlichungen
- P. Drinker, L. A. Shaw: An Apparatus for the Prolonged Administration of Artificial Respiration: I. A Design for Adults and Children. In: The Journal of clinical investigation. Band 7, Nummer 2, Juni 1929, S. 229–247, doi:10.1172/JCI100226, PMID 16693859, PMC 434785 (freier Volltext).
- L. A. Shaw, P. Drinker: An Apparatus for the Prolonged Administration of Artificial Respiration: II. A Design for Small Children and Infants with an Appliance for the Administration of Oxygen and Carbon Dioxide. In: The Journal of clinical investigation. Band 8, Nummer 1, Dezember 1929, S. 33–46, doi:10.1172/JCI100253, PMID 16693884, PMC 424606 (freier Volltext).